# Oostenrijk op de Olympische Jeugdwinterspelen 2012
Oostenrijk was het gastland van de eerste editie van de Olympische Jeugdwinterspelen in 2012 met Innsbruck als gaststad.

## Medailleoverzicht
| Sport                                                                    | Olympiër                                                             | Onderdeel           | Medaille |
| ------------------------------------------------------------------------ | -------------------------------------------------------------------- | ------------------- | -------- |
| Alpineskiën                                                              | Marco Schwarz                                                        | reuzenslalom (m)    | Goud     |
| Alpineskiën                                                              | Marco Schwarz                                                        | supercombinatie (m) | Goud     |
| Alpineskiën                                                              | Christina Ager Mathias Graf Martina Rettenwender Marco Schwarz       | teamwedstrijd       | Goud     |
| Freestyleskiën                                                           | Elisabeth Gram                                                       | half-pipe (v)       | Goud     |
| Freestyleskiën                                                           | Michaela Heider                                                      | skicross (v)        | Goud     |
| Rodelen                                                                  | Miriam-Stefanie Kastlunger                                           | enkel (v)           | Goud     |
| Bobsleeën                                                                | Benjamin Maier Robert Ofensberger                                    | tweemansbob (m)     | Zilver   |
| IJshockey                                                                | Olympisch jeugdteam                                                  | meisjestoernooi     | Zilver   |
| Skeleton                                                                 | Stefan Richard Geisler                                               | jongens             | Zilver   |
| Skeleton                                                                 | Carina Mair                                                          | meisjes             | Zilver   |
| Alpineskiën                                                              | Mathias Elmar Graf                                                   | slalom (m)          | Brons    |
| Alpineskiën                                                              | Christina Ager                                                       | super-g (v)         | Brons    |
| Rodelen                                                                  | Miriam-Stefanie Kastlunger Armin Frauscher Thomas Steu Lorenz Koller | teamwedstrijd       | Brons    |
| Als lid van een gemengd landenteam (telt niet mee voor landenklassement) |                                                                      |                     |          |
| Shorttrack                                                               | Melanie Brantner                                                     | gemengd team        | Brons    |

## Deelnemers en resultaten
(m) = mannen, (v) = vrouwen 

### Alpineskiën
| Olympiër                                                                       | Onderdeel           | Resultaat | Prestatie                                                           |
| ------------------------------------------------------------------------------ | ------------------- | --------- | ------------------------------------------------------------------- |
| Mathias Elmar Graf                                                             | super g (m)         | 10e       | 1.05,62 (+1,17)                                                     |
| Mathias Elmar Graf                                                             | supercombinatie (m) | 7e        | 1.42,67 (+2,22) (1.04,16, 38,51)                                    |
| Mathias Elmar Graf                                                             | reuzenslalom (m)    | -         | - (-) (58.34, DNF)                                                  |
| Mathias Elmar Graf                                                             | slalom (m)          | Brons     | 1.20,35 (+1,99) (40,16, 40,19)                                      |
| Marco Schwarz                                                                  | super g (m)         | -         | - (DNF)                                                             |
| Marco Schwarz                                                                  | supercombinatie (m) | Goud      | 1.40,45 (-) (1.03,32, 37,13)                                        |
| Marco Schwarz                                                                  | reuzenslalom (m)    | Goud      | 1.51.70 (-) (57,31, 54,39)                                          |
| Marco Schwarz                                                                  | slalom (m)          | -         | - (-) (DNF, -)                                                      |
|                                                                                |                     |           |                                                                     |
| Christina Ager                                                                 | super g (v)         | Brons     | 1.06,06 (+0,28)                                                     |
| Christina Ager                                                                 | supercombinatie (v) | -         | - (-) (DNF, -)                                                      |
| Christina Ager                                                                 | reuzenslalom (v)    | 9e        | 1.59,13 (+3,00) (58,90, 1.00,23)                                    |
| Christina Ager                                                                 | slalom (v)          | -         | - (-) (41,89, DNF)                                                  |
| Martina Rettenwender                                                           | super g (v)         | 5e        | 1.06,10 (+0,32)                                                     |
| Martina Rettenwender                                                           | supercombinatie (v) | 5e        | 1.42,25 (+1,43) (1.05,84, 36,41)                                    |
| Martina Rettenwender                                                           | reuzenslalom (v)    | -         | - (-) (59,33, DNF)                                                  |
| Martina Rettenwender                                                           | slalom (v)          | -         | - (-) (DNF, -)                                                      |
|                                                                                |                     |           |                                                                     |
| Team Oostenrijk Martina Rettenwender Marco Schwarz Christina Ager Mathias Graf | teamwedstrijd       | Goud      | 1/4F: 4-0 Canada HF: 2-2 (45,23 / 45,43) Frankrijk F: 3-1 Noorwegen |

### Biatlon
| Olympiër                                                                | Onderdeel                 | Resultaat                    | Prestatie                                                                                             |
| ----------------------------------------------------------------------- | ------------------------- | ---------------------------- | --- |
| Thorsten Bischof                                                        | 7,5 km sprint (m)         | 28e                          | 22.17,7 (+2.56,0) pen.: 4 (3+1)                                                                       |
| Thorsten Bischof                                                        | 10 km achtervolging (m)   | 13e                          | +2.55,7 pen.: 3 (1+0+1+1)                                                                             |
| Michael Pfeffer                                                         | 7,5 km sprint (m)         | 10e                          | 20.35,3 (+1.13,6) pen.: 3 (2+1)                                                                       |
| Michael Pfeffer                                                         | 10 km achtervolging (m)   | 15e                          | +3.09,8 pen.: 9 (1+2+4+2)                                                                             |
|                                                                         |                           |                              | |
| Magdalena Millinger                                                     | (v)                       | enkel deelname aan estafette | enkel deelname aan estafette                                                                          |
| Julia Reisinger                                                         | 6 km sprint (v)           | 7e                           | 18.24,0 (+56,3) pen.: 1 (1+0)                                                                         |
| Julia Reisinger                                                         | 7,5 km achtervolging (v)  | 6e                           | +3.02,0 pen.:2 (1+0+0+1)                                                                              |
| Julia Reisinger Magdalena Millinger Michael Pfeffer Thorsten Bischof    | gemengde estafette        | 13e                          | 1:19.05,3 (+7.58,5) (1+7 3+9) 17.33,9 (0+3 0+0) 18.54,9 (0+1 1+3) 20.05,4 (0+0 1+3) 22.31,1 (1+3 1+3) |
| Julia Reisinger Lisa Unterweger Michael Pfeffer Alexander Gotthalmseder | biatlon/langlaufestafette | 7e                           | 1:06.22,9 (2+5) 19.49,5 (0+0 0+1) 10.46,5 23.02,0 (0+1 2+3) 12.44,9                                   |

### Bobsleeën
| Olympiër                              | Onderdeel       | Resultaat | Prestatie                       |
| ------------------------------------- | --------------- | --------- | ------------------------------- |
| Patrick Baumgartner Alessandro Grande | tweemansbob (m) | Zilver    | 1.49,23 [54,60 (2) + 54,63 (4)] |
|                                       |                 |           |                                 |
| Sophia Eva Arnold Julia Glantschnig   | tweemansbob (v) |           | Niet deelgenomen                |

### Curling
| Olympiër                                                         | Onderdeel      | Resultaat   | Prestatie |
| ---------------------------------------------------------------- | -------------- | ----------- | --- |
| Mathias Genner Martin Reichel Irena Brettbacher Camilla Schnabel | gemengd team   | 14e         | Voorronde: rode groep 06-5 Canada 05-7 Japan 12-5 Duitsland 05-7 Zweden 05-8 Rusland 03-6 Italië 01-9 Groot-Brittannië                        |
|                                                                  |                |             | |
| Mathias Genner + SUI Lisa Gisler                                 | dubbeltoernooi | 1/32 finale | 1/32F: 2-10 CHN Yang Ying + USA Tom Howell |
| Martin Reichel + CAN Corryn Brown                                | dubbeltoernooi | kwartfinale | 1/32F: 6-4 CHN Cao Ying + JPN Shingo Usui 1/16F: 7-4 KOR Kang Sueyeon + CZE Krystof Krupansky KF: 3-9 RUS Marina Verenich + USA Korey Dropkin |
| Irena Brettbacher + ITA Amos Mosaner                             | dubbeltoernooi | 1/16 finale | 1/32F: 10-9 CZE Alzbeta Baudysova + CHN Bai Yang 1/16F: 4-9 JPN Mako Tamakuma + KOR Yoo Minhyeon                                              |
| Camilla Schnabel + SWE Jordan Wahlin                             | dubbeltoernooi | 1/32 finale | 1/32F: 7-8 NOR Ina Roll Backe + CHN Wang Jin Bo                                                                                               |

### Freestyleskiën
| Olympiër          | Onderdeel     | Resultaat | Prestatie            |
| ----------------- | ------------- | --------- | -------------------- |
| Michael Schatz    | ski-cross (m) | 6e        | 57,76                |
| Daniel Walchhofer | half pipe (m) | 9e        | 66,25 (57,25, 66,25) |
|                   |               |           |                      |
| Michaela Heider   | ski-cross (v) | Goud      | 58,38                |
| Elisabeth Gram    | half pipe (v) | Goud      | 84,75 (84,75, 82,75) |

### IJshockey
| Olympiër | Onderdeel                 | Resultaat | Prestatie |
| --- | ------------------------- | --------- | --- |
| Stefan Gaffel Mathias Hagen Mario Huber Daniel Jakubitzka Fabian Kau Erik Kirchschlaeger Nikolaus Kraus Stefan Muller Tobias Oberauer Manuel Rosenlechner Sandro Seifried Thomas Stroj Lukas Telsnig Stefan Trost Felix Urstoger Nikolaus Zierer Dominic Zwerger | jongenstoernooi           | 5e        | Voorronde 0-03 Finland 2-07 Verenigde Staten 1-11 Rusland 0-09 Canada                                        |
| Stefan Gaffel | vaardigheidswedstrijd (m) | 11e       | kwalificatie: 8 punten                                                                                       |
| |                           |           | |
| Nicole Arnberger Julia Frick Tamara Grascher Alexandra Guertler Victoria Hummel Anna Katharina Iberer Martina Kness Anja List Paula Camilla Marchhart Anna Meixner Julia Pechmann Paulina Polczik Noemi Prosenz Anna Schmid Luisa Steiner Julia Willenshofer     | meisjestoernooi           | Zilver    | Voorronde 9-0 Slowakije 8-1 Kazachstan 5-2 Duitsland 0-3 Zweden Halve finale 2-0 Duitsland Finale 0-3 Zweden |
| Victoria Hummel | vaardigheidswedstrijd (v) | 9e        | kwalificatie: 14 punten                                                                                      |

### Kunstrijden
| Olympiër                         | Onderdeel | Resultaat | Prestatie                              |
| -------------------------------- | --------- | --------- | -------------------------------------- |
| Manuel Drechsler                 | solo (m)  | 15e       | 85.08 [kk: 28.62 (15), vk: 56.46 (16)] |
|                                  |           |           |                                        |
| Nina Larissa Wolfslast           | solo (v)  | 13e       | 96.26 [kk: 34.45 (12), vk: 61.81 (13)] |
|                                  |           |           |                                        |
| Christine Smith Simon Eisenbauer | ijsdansen | 9e        | 78.26 [kk: 32.22 (9), vk: 46.04 (9)]   |

### Langlaufen
| Olympiër                                                                | Onderdeel                 | Resultaat | Prestatie                                                           |
| ----------------------------------------------------------------------- | ------------------------- | --------- | ------------------------------------------------------------------- |
| Alexander Gotthalmseder                                                 | 10 km klassiek (m)        | 26e       | 32.34,6 (+3.05,8)                                                   |
| Alexander Gotthalmseder                                                 | sprint (m)                | 23e       | kwartfinale                                                         |
| Johannes Fabian Kattnig                                                 | 10 km klassiek (m)        | 34e       | 33.57,6 (+4.28,8)                                                   |
| Johannes Fabian Kattnig                                                 | sprint (m)                | 11e       | halve finale                                                        |
|                                                                         |                           |           |                                                                     |
| Sandra Bader                                                            | 5 km klassiek (v)         | 28e       | 17.26,2 (+3.08,2)                                                   |
| Sandra Bader                                                            | sprint (v)                | 26e       | kwartfinale                                                         |
| Lisa Unterweger                                                         | 5 km klassiek (v)         | 22e       | 16.42,9 (+2.24,9)                                                   |
| Lisa Unterweger                                                         | sprint (v)                | 11e       | halve finale                                                        |
|                                                                         |                           |           |                                                                     |
| Julia Reisinger Lisa Unterweger Michael Pfeffer Alexander Gotthalmseder | biatlon/langlaufestafette | 7e        | 1:06.22,9 (2+5) 19.49,5 (0+0 0+1) 10.46,5 23.02,0 (0+1 2+3) 12.44,9 |

### Noordse combinatie
| Olympiër         | Onderdeel     | Resultaat | Prestatie                                                         |
| ---------------- | ------------- | --------- | ----------------------------------------------------------------- |
| Paul Gerstgraser | Gundersen (m) | 8e        | schansspringen: 70,0 m - 116,8 p. (12e +1.23) langlaufen: +1.17,3 |

### Rodelen
| Olympiër                                                                               | Onderdeel    | Resultaat | Prestatie                                    |
| -------------------------------------------------------------------------------------- | ------------ | --------- | -------------------------------------------- |
| Armin Frauscher                                                                        | enkel (m)    | 09e       | 1.20,292 (+0,689) (40,093; 40,222)           |
| David Gleirscher                                                                       | enkel (m)    | 17e       | 1.20,820 (+1,217) (40,218; 40,718)           |
| Lorenz Koller / Thomas Steu                                                            | dubbel (m)   | 06e       | 1.26,012 (+0,818) (43,013; 42,999)           |
|                                                                                        |              |           |                                              |
| Team Oostenrijk Miriam-Stefanie Kastlunger Armin Frauscher Lorenz Koller / Thomas Steu | gemengd team | 04e       | 2.18,863 (+0,553) 2.44,676 2.46,902 2.47,285 |
|                                                                                        |              |           |                                              |
| Miriam-Stefanie Kastlunger                                                             | enkel (v)    | Goud      | 1.20,197 (-) (40,107; 40,090)                |
| Nina Prock                                                                             | enkel (v)    | 04e       | 1.20,599 (+0,402) (40,247; 40,352)           |

### Schaatsen
| Olympiër            | Onderdeel      | Resultaat | Prestatie                      |
| ------------------- | -------------- | --------- | ------------------------------ |
| Thomas Petutschnigg | 500 m (m)      | 13e       | 83,17 (+ 7,67) [41,43 + 41,73] |
| Thomas Petutschnigg | massastart (m) | 13e       | 7.20,39 (+ 10,16)              |
| Manuel Vogl         | 1500 m (m)     | 13e       | 2.05,32 (+ 11,12)              |
| Manuel Vogl         | 3000 m (m)     | 10e       | 4.27,27 (+ 24,05)              |
| Manuel Vogl         | massastart (m) | 08e       | 7.14,51 (+ 4,28)               |

### Schansspringen
| Olympiër                                                         | Onderdeel                                        | Resultaat | Prestatie                                                            |
| ---------------------------------------------------------------- | ------------------------------------------------ | --------- | -------------------------------------------------------------------- |
| Elias Tollinger                                                  | individueel (m)                                  | 7e        | 245,6 ptn. (74,0 m en 71,0 m)                                        |
|                                                                  |                                                  |           |                                                                      |
| Michaela Kranzl                                                  | individueel (v)                                  | 13e       | 128,3 ptn. (50,0 m en 50,5 m)                                        |
|                                                                  |                                                  |           |                                                                      |
| Team Oostenrijk Michaela Kranzl Paul Gerstgraser Elias Tollinger | gemengd team noordse combinatie / schansspringen | 7e        | 272,1 + 276,0 = 548,1 pnt. 048,6 + 042,8 099,9 + 104,9 123,6 + 128,3 |

### Shorttrack
| Olympiër                                                                          | Onderdeel                | Resultaat | Prestatie                                            |
| --------------------------------------------------------------------------------- | ------------------------ | --------- | ---------------------------------------------------- |
| Dominic Andermann                                                                 | 500 m (m)                | 12e       | F (C): 50,729 HF (C/D1): 47,751 KF (4): 48,312       |
| Dominic Andermann                                                                 | 1000 m (m)               | 14e       | F (D): 1.39,097 HF (C/D1): 1.38,822 KF (4): 1.39,869 |
|                                                                                   |                          |           |                                                      |
| Melanie Brantner                                                                  | 500 m (v)                | 15e       | F (D): 51,150 HF (C/D1): 51,375 KF (4): 53,635       |
| Melanie Brantner                                                                  | 1000 m (v)               | 13e       | F (D): 1.46,885 HF (C/D1): 1.47,437 KF (2): 1.46,275 |
|                                                                                   |                          |           |                                                      |
| Team A Melanie Brantner KOR Shim Suk-hee FRA Yoann Martinez RUS Denis Ayrapetyan  | gemengde landenestafette | Brons     | F (A): 4.26,352 HF (1): 4.21,668                     |
| Team G Dominic Andermann KAZ Dariya Goncharova ITA Arienne Sighel KOR Yoon Su-min | gemengde landenestafette | 08e       | F (B): - HF (1): 4.22,356                            |

### Skeleton
| Olympiër               | Onderdeel | Resultaat | Prestatie                       |
| ---------------------- | --------- | --------- | ------------------------------- |
| Stefan Richard Geisler | jongens   | Zilver    | 1.54,70 [57,11 (2) + 57,59 (3)] |
|                        |           |           |                                 |
| Carina Mair            | meisjes   | Zilver    | 58,40                           |

### Snowboarden
| Olympiër                   | Onderdeel      | Resultaat | Prestatie                                     |
| -------------------------- | -------------- | --------- | --------------------------------------------- |
| Roland Hörtnagl            | halfpipe (m)   | 24e       | Serie: 12e (42.25)                            |
| Philipp Wilhelm Kundratitz | halfpipe (m)   | 27e       | Serie: 14e (31.25)                            |
| Philipp Wilhelm Kundratitz | slopestyle (m) | 22e       | Serie: 11e (46.50)                            |
| Florian Prietl             | slopestyle (m) | 23e       | Serie: 12e (45.25)                            |
|                            |                |           |                                               |
| Birgit Rofner              | slopestyle (v) | 8e        | Finale: 8e (49.50) Kwalificatie: 9e (59.75) Q |
| Johanna Elisabeth Sternat  | halfpipe (v)   | -         | Kwalificatie: DNS                             |
| Johanna Elisabeth Sternat  | slopestyle (v) | 11e       | Kwalificatie: 11e (53.50)                     |
|                            |                |           |                                               |